# Uchaisravas

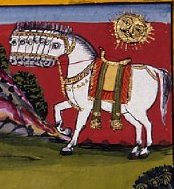
Uchchaihshravas, grabado hacia 1800; en poder del Museo Británico (en Londres).

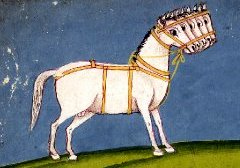
Uchaisravas, el caballo alado de siete cabezas.

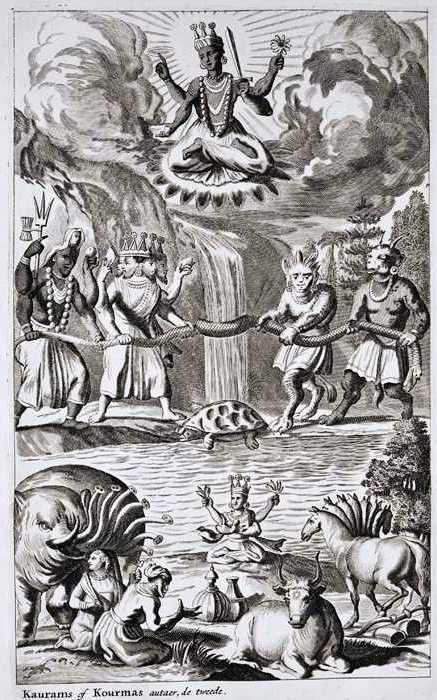
La leyenda del batido del océano de leche. Los dioses Shiva y Brahma (a la izquierda) y los demonios (a la derecha), dirigidos por el dios Visnú (desde el cielo) toman a la serpiente Vasuki y baten una especie de arroyo que cae del monte Meru sobre el avatar tortuga Kurma. Abajo se pueden ver los tesoros que surgieron del océano de leche: el elefante Airavata, la diosa Laksmi, un varón no identificado, dos jarras de amrita (el néctar de la inmortalidad), el dios de la medicina Dhanwantari, la vaca Kamadhenu y el caballo Uchaisravas.
Grabado publicado en el libro The Vast Empire of the Great Mogol and Other Parts of India, de John Ogilby (Londres, 1673).

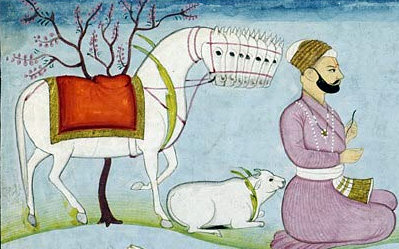
Algunos de los tesoros que surgieron del océano de leche: la vaca Kamadhenu, el caballo Uchaisravas, y el árbol de la flor de pariyata. Grabado de 1760 (India), de autor desconocido; en poder del Museo de Arte de Filadelfia (Estados Unidos).

En la mitología hindú, Uchaisravas (‘relinchador’) es un caballo volador de siete cabezas, creado durante el batido del océano de leche.
Es considerado el prototipo de los caballos, y su rey.
A menudo se lo describe como el vajana (‘vehículo’) del dios Indra (el rey de los dioses) o de Bali (el rey de los demonios).
Se dice que su color es blanco como la nieve.

## Nombre sánscrito
- uccaiḥśravas, en el sistema AITS (alfabeto internacional para la transliteración del sánscrito).[1]
- उच्चैःश्रवस्, en escritura devanagari del sánscrito.[1]
- Pronunciación:
  - /uchaíj shravás/ en sánscrito[1] o bien
  - /uchaishrávas/ en varios idiomas modernos de la India (como el bengalí, el hindí, el maratí o el palí).
- Etimología: ‘que relincha fuerte’, o ‘que tiene orejas largas’[1]
  - uccaiḥ: fuerte, alto
    - Por ejemplo:
uccaiḥ-śabdam: un sonido fuerte; o
uccaiḥ-śiras: que lleva la cabeza alta: un aristócrata;

  - śrava: sonido, algo que suena[2]
    - Por ejemplo:
śrava: oír;[2]
śravāt: ‘de oídas’;[2]
śrave: ‘que está dentro de la capacidad de audición de alguien’; según el Majabhárata y el Jari-vamsha);[2]
śravas: el oído; según el Brijat-samjita de Varaja Mijira[2]
śravas: la hipotenusa de un triángulo; según el Suria-siddhanta[2]

## Leyendas y referencias textuales
El Majabhárata (texto epicorreligioso del siglo III a. C.) menciona que Uchaisravas surgió del samudra manthan (‘batido del océano de leche’) y que el dios-rey Indra se apoderó de él y lo convirtió en su vehículo (vajana).
Apareció como fruto del océano junto con otros tesoros, como Lakshmi, la diosa de la fortuna, a quien el dios Visnú tomó como esposa, y el amrita (el elixir de la inmortalidad).
Esta leyenda de Uchaisravas aparece en muchos textos posteriores, como el
el Ramaiana,
el Visnu-purana,
el Matsia-purana y
el Vaiu-purana.
Cada escritura presenta una lista diferente de los tesoros (ratna) que surgieron al batir el océano de leche, pero la mayoría coincide en que Uchaisravas fue uno de los tesoros.
Uchaisravas también se menciona en el Bhagavad-guita 10.27 ―una pequeña sección del Majabhárata―, que representa un diálogo entre el dios Krisna (un avatar de Visnú) y su amigo el guerrero Aryuna.
Cuando Krisna se revela como un dios, el origen del universo entero, declara que entre los caballos voladores, él es Uchaisravas, el que nació del amrita (el néctar de la inmortalidad).
El Majabhárata también menciona una apuesta entre Vinata y Kadru ―las esposas del sabio Kashiapa― acerca del color de la cola de Uchaisravas.
Vinata ―la madre de Garuda y de Aruna― dijo que era blanca, mientras que Kadru ―la madre de los nagas― dijo que era negra.
La perdedora tendría que convertirse en sirvienta de por vida de la ganadora.
Kadru les ordenó a sus hijos nagas (‘serpientes’) que cubrieran la cola del caballo volador. Cuando Uchaisravas pasó por el cielo volando, su cola parecía ser de color negro, y por lo tanto Kadru ganó.
El Kumara-sambhava, de Kalidás (siglo VI), narra que Uchaisravas, el mejor de los caballos y el símbolo de la gloria de Indra fue robado del cielo por el demonio Tarakasura.
El Visnu-purana afirma que cuando el ser humano Prithu se alzó como el primer rey de la Tierra, le otorgó la monarquía a otros animales y semidioses. Entre esos nombramientos, puso a Uchaisravas como rey de los caballos.
El Devi-bhagavata-purana narra que una vez Revanta, el hijo del dios del sol Suria, montó a Uchaisravas y viajó por los cielos hasta Vaikuntha ―el paraíso del dios Visnú―.
Al ver al refulgente Uchaisravas, la diosa Laksmi ―quien era su hermana por haber nacido ambos del océano de leche, pero no había tenido oportunidad de conocerlo porque fue secuestrada por Visnú― Lakshmi se sintió muy emocionada, e ignoró una pregunta formulada por su esposo Visnú.
Iracundo y atormentado por la certeza de que Laksmi no le había prestado atención porque estaba llena de deseos lujuriosos hacia el bello Revanta, el celoso Visnú la maldijo a que en su próximo nacimiento tendría que nacer como yegua.
El Jari-jara-chaturanga, del siglo XII d. C. afirma que Brahma, el dios creador, realizó un sacrificio, del cual surgiío un caballo blanco alado llamado Uchaisravas.
Uchaisravas volvió a nacer en el batido del océano, y fue llevado por Bali, el rey de los demonios), que lo utilizó para lograr muchas cosas imposibles.

## En la cultura popular
El logotipo de la empresa discográfica Dark Horse Records, del guitarrista británico exbeatle George Harrison (1943-2001), está inspirado en el caballo Uchaisravas.